# Kościół św. Mikołaja w Tallinnie
Kościół św. Mikołaja  w Tallinnie (est. Tallinna Niguliste kirik) – kościół estońskiego kościoła ewangelicko-luterańskiego. Jest położony w Tallinnie przy ul. Niguliste 13, u stóp wzgórza Toompea. Nosi wezwanie św. Mikołaja, patrona kupców i żeglarzy. Wzniesiony pierwotnie w średniowieczu, został częściowo zniszczony podczas drugiej wojny światowej. Po odbudowie został przeznaczony na muzeum sztuki; jest także wykorzystywany jako sala koncertowa.

## Historia
Kościół św. Mikołaja został wybudowany mniej więcej w latach 1230–1275 przez kupców westfalskich, którzy przybyli tu z Gotlandii w XIII w. Wzniesiono wówczas: od strony wschodniej prezbiterium z zakrystią, usytuowaną po jego północnej stronie, trójnawowy korpus świątyni, a także niską wieżę na planie kwadratu od strony zachodniej. 
W 1309 r. pojawiły się najwcześniejsze wzmianki o kościele na płytach nagrobnych, które później zaginęły. W 1315 założono cmentarz po północnej stronie kościoła. Miasto było wówczas jeszcze nieufortyfikowane, stąd w portalach kościoła i otworach strzelniczych w murze pojawiły się ciężkie kraty, aby chronić ewentualnych uciekinierów przed atakiem z zewnątrz. Kiedy w XIV w. miasto opasano murami obronnymi, funkcja obronna kościoła św. Mikołaja straciła na znaczeniu. Zaczął on być typowym, średniowiecznym kościołem parafialnym. Niektóre fragmenty kościoła z najwcześniejszego okresu przetrwały do naszych czasów. 
Około 1350 r. zbudowano kaplice św. Jerzego i św. Mateusza. 
W latach 1405–1420 wzniesiono nowe, trójnawowe prezbiterium z poligonalnym obejściem, nową, dwuprzęsłową zakrystię, nawę środkową podwyższono, przepruwając ją zarazem oknami nad nawami bocznymi. Sklepieniom wewnątrz nadano formę krzyżowo-żebrową. Dach został pokryty czerwoną dachówką. Kościół św. Mikołaja stał się bazyliką, a wygląd, jaki wtedy otrzymał, przetrwał zasadniczo do czasów współczesnych. 
W 1481 r. w kościele pojawił się nowy ołtarz główny, zamówiony wcześniej w warsztacie Hermena Rode w Lubece. W 1482 r. kościół otrzymał pierwsze małe organy, zastąpione w 1489 nowymi, skonstruowanymi przez Hermana Stüve z Wismaru. 
W latach 1486–1493 pod kierunkiem mistrza budowlanego Andreasa Kama zbudowano na nowo kaplicę św. Mateusza (przemianowaną później na św. Antoniego), przekrywając ją sklepieniem krzyżowo-żebrowym i wspierając na centralnym filarze. W latach 1510–1515 podwyższono wieżę i zwieńczono ją późnogotyckim hełmem. W narożach u jego podstawy dodano cztery pinakle. Pracami kierował mistrz budowlany Andreas Mor. 
Kościół św. Mikołaja był jedynym kościołem Tallinna, który nie padł ofiarą ikonoklazmu, przyniesionego w latach 1523–1524 wraz z Reformacją. Rada parafialna postanowiła zalać roztopionym ołowiem zamki kościoła, aby w ten sposób uniemożliwić wzburzonym tłumom wtargniecie do jego wnętrza. Wówczas też pokryto dach blachą miedzianą.
W 1577 kościół doznał pierwszych uszkodzeń w wyniku oblężenia rosyjskiego – jego dach został częściowo zniszczony w wyniku ostrzału. 
W latach 1682–1695 pod kierunkiem budowniczego miejskiego Georga Winklera i mistrza ciesielskiego Hansa Dorcha wzmocniono konstrukcję wieży, a dotychczasowy hełm gotycki zastąpiono podwyższonym, barokowym. Wieża uzyskała wówczas swój współczesny wygląd. W latach 1696, 1771 i 1883 miały miejsce kolejne renowacje wieży. 

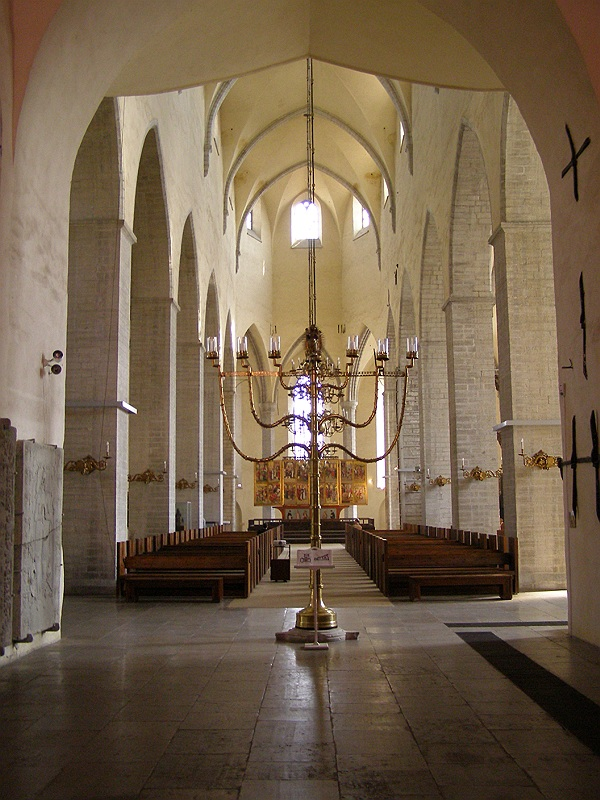
Wnętrze kościoła

W latach 1846–1850 poddano renowacji prezbiterium, przywracając mu pierwotną formę.
Ciężkie straty przyniosła kościołowi druga wojna światowa – 9 marca 1944 został on zbombardowany przez wkraczające wojska sowieckie. W budynku kościoła wybuchł pożar, który obrócił go w ruinę. Zniszczona została większość wnętrza (oprócz kaplicy św. Antoniego), m.in. barokowe ławki i ambona. Z wieży kościelnej przez miesiąc unosił się dym. Najbardziej wartościowe dzieła sztuki udało się jednak w porę wynieść i zabezpieczyć przed zniszczeniem. 
W 1953 r. rozpoczęto odbudowę kościoła. W 1973 pod kierunkiem architekta Teddy Böcklera i inżyniera Vello Buldasa zrekonstruowano wieżę kościelną. 12 października 1982 na wieży kościelnej wybuchł pożar. Spłonęła ona doszczętnie, uszkodzeniu uległy ponadto dachy kościoła oraz kaplica św. Antoniego. 
Po renowacji, która zakończyła się w roku 1984, przeznaczono kościół na salę wystawową sztuki średniowiecznej z Muzeum Sztuki Estonii. Całe wyposażenie uratowane podczas wojny powróciło do kościoła. Ponieważ wnętrze świątyni ma doskonałą akustykę, jest ono wykorzystywane także jako sala koncertowa. Do najpopularniejszych koncertów należą koncerty organowe oraz coniedzielne koncerty poranne.
W 2000 w okno narteksu wstawiono nowoczesny witraż autorstwa estońskiego artysty Raita Präätsa, którego dzieła można ponadto podziwiać w Bibliotece Narodowej i centrum Konferencyjnym Sakala.

## Architektura
Kościół św. Mikołaja jest trójnawową, pięcioprzęsłową bazyliką z prezbiterium zakończonym poligonalnym obejściem. Wieża kościelna jest zbudowana na planie kwadratu i zwieńczona smukłym, barokowym hełmem ze ślepymi lukarnami i piętrową latarnią. Wznosi się ona na wysokość 105 metrów.

## Wystrój wnętrza

### Ołtarz główny

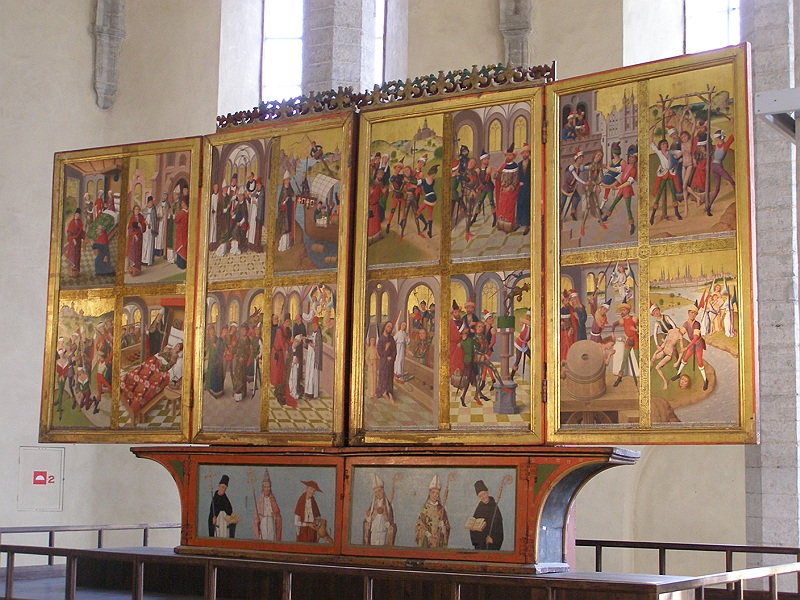
Ołtarz główny

Ołtarz główny w kościele św. Mikołaja został wykonany w latach 1478–1481 w warsztacie lubeckiego mistrza Hermena Rode. Malowidła części zewnętrznej przedstawiają żywot patrona świątyni, św. Mikołaja natomiast część wewnętrzna wypełniona jest 30 drewnianymi rzeźbami świętych.
Z ołtarzy bocznych wymienić warto:
- ołtarz św. Rodziny, pochodzący z warsztatu Jana Bormana z Brukseli (ok. 1490),
- ołtarz Najświętszej Maryi Panny (1500),
- ołtarz Męki Pańskiej (pocz. XVI w.), dzieło mistrza Adriaena Isenbrandta z Brugii, wykonany na zlecenie wpływowego Bractwa Czarnogłowych, ukończony przez miejscowego artystę Michaela Sittowa.

### Taniec śmierci
Największym dziełem sztuki w kościele św. Mikołaja jest znajdujące się w kaplicy św. Antoniego malowidło Taniec śmierci mistrza Bernta Notke z Lubeki. Przedstawia on popularny w tamtych czasach motyw śmierci jako upomnienie przed nieuchronnym śmiertelnym losem, ale także jako wyraz rozczarowania marnością świata i skargi na jego przemijanie. Zachowany obraz jest fragmentem większej, 30-metrowej całości.

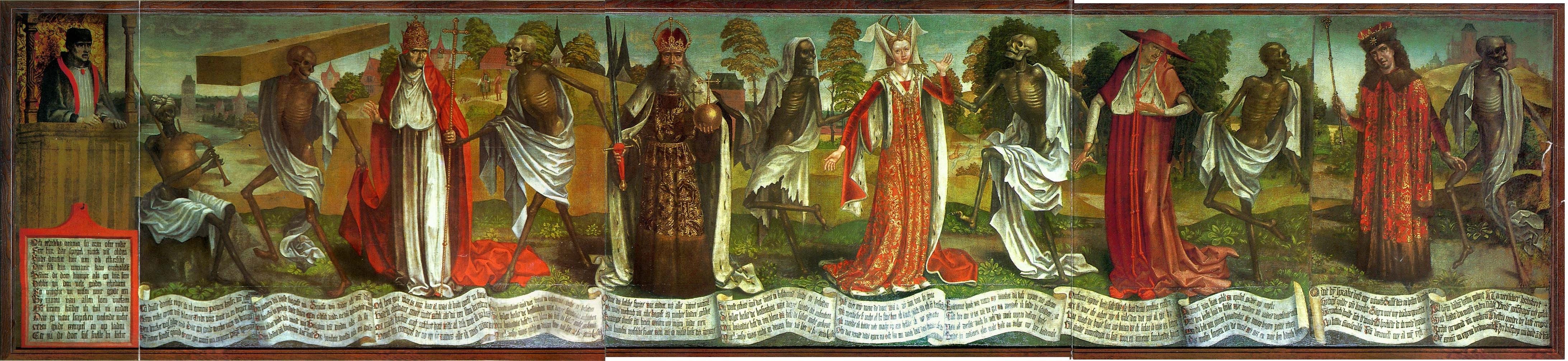
Taniec śmierci

### Pozostałe dzieła sztuki
- XVII-wieczne nagrobki Berndta Reinholda von Delunga and Hermanna Neurotha w pełnej zbroi.
- barokowe epitafia i herby możnowładców Estonii I Liwonii w nawie północnej.
- średniowieczne, drewniane rzeźby św. Mikołaja, Najświętszej Maryi Panny i św. Jana Ewangelisty (Henning von der Heide, 1510–1520)
- Figura Świętego Krzysztofa (Tobias Heintze, 1624)
- kolekcja renesansowych i barokowych kandelabrów, w tym wolno stojący kandelabr z figurą Matki Boskiej z Dzieciątkiem, dar kupca Hansa Bouwera z 1519.